# 井姬盂鏙
井姬盂鏙，1974年在中华人民共和国陕西省宝鸡市𢐗国墓地茹家庄二号墓出土的一件西周貘尊。

## 铭文
貘尊的器盖内部铸有“𢐗伯匄井姬用盂鏙”八字铭文。从铭文可知，该器自名为盂鏙，是𢐗国君主𢐗伯为妻子井姬所铸。